# 浪花男
浪花男（ナニワマン,NANIWAMAN 1965年 - ）は、大阪府出身のレゲエシンガー。

## 略歴
1992年、V.I.Pレーベルより7インチ・シングル「インディカ」等をリリースしたのち、ナツメグ・レコードよりCDシングル「僕ボッキ！」をリリース。
1993年には、日本コロムビアよりミニアルバム『銭ーっ。』を、ファイルレコードよりアルバム『ダディ関西人』をリリースした。こだま和文らが参加。
1995年7月1日、Sony Recordsからリリースしたシングル「L.O.V.E’95」でメジャー・デビューを果たす。1995年10月1日に、スライ&ロビーが参加したアルバム『ブレイクしそう』をリリース。ふかわりょうの「レゲエの鬼太郎」に参加。
1996年、アルバム『ブレイクしそう』をDJ KRUSHやRHYMESTERのMummy-Dがリミックスした『remix』をリリース。
2008年、ユニバーサルミュージックより自身が全曲プロデュースを担当したオムニバス・アルバム『THE ENTERTAINER』をリリース。
日本初のカーサウンド・システム「サウンド728」を運営している。